# Gustave-Maximilien-Juste de Croÿ-Solre
Pour les autres membres de la famille, voir Famille de Croÿ.
Gustave Maximilien Juste, cardinal de Croÿ-Solre (1773-1844) est un cardinal français issu de la famille de Croÿ.

## Famille
Né le 12 septembre 1773 au château de l'Hermitage, dans la commune de Condé-sur-l'Escaut, il est le fils de Anne Emmanuel Ferdinand François, 8e duc de Croÿ, et d'Auguste Friederike Wilhelmine zu Salm-Kyrburg.

## Biographie

### Début de carrière
Il entre dans la vie ecclésiastique à un jeune âge. Chanoine de la cathédrale de Strasbourg en 1789, il trouve refuge pendant la Révolution française en Autriche. Il est ordonné prêtre le 3 novembre 1797 à Vienne.

### Accès à l'évêché
Le 8 août 1817, il est nommé évêque de Strasbourg par Louis XVIII et est confirmé dans cette fonction par le pape Pie VII le 23 août 1819. Il est sacré le 9 janvier 1820 à l'église Saint-Sulpice par Jean Charles de Coucy, archevêque de Reims, assisté d'Anne-Antoine-Jules de Clermont-Tonnerre, ancien évêque de Châlons et Jean-Baptiste de Latil, évêque de Chartres.
Il est membre honoraire de l'Académie de Rouen.
Grand aumônier de France de 1821 à 1830, il devient le 31 octobre 1822 pair de France.
Il est promu archevêque de Rouen le 17 novembre 1823. Il recueille en 1824 les dernières paroles de Louis XVIII sur son lit de mort avant de diriger ses funérailles à Saint-Denis.

### Cardinalat
Le 21 mars 1825, il est élevé au rang de cardinal lors du consistoire tenu par le pape Léon XII. Il reçoit le chapeau rouge le 18 mai 1829 et le titre de cardinal-prêtre de « S. Sabina » le 21 mai. Il participe au conclave de 1829 qui désigne Pie VIII. C'est à l'occasion de ce séjour que le cardinal fait peindre son portrait par le peintre romain Vincenzo Camuccini. Il participe également au conclave de 1830-1831 qui élit Grégoire XVI.
N'ayant plus aucune charge à Paris à son retour et à la suite de la révolution de 1830, il se consacre exclusivement à son diocèse et visite chacune de ses paroisse. Il se préoccupe notamment du sort des familles ouvrières et du travail des enfants. Il en appelle à l'intervention de l'État pour protéger les enfants. Charles de Montalembert utilise ses remarques lors de son intervention à la chambre des pairs en faveur d'une loi sur le travail des enfants votée en 1841

### Décès et monument funéraire

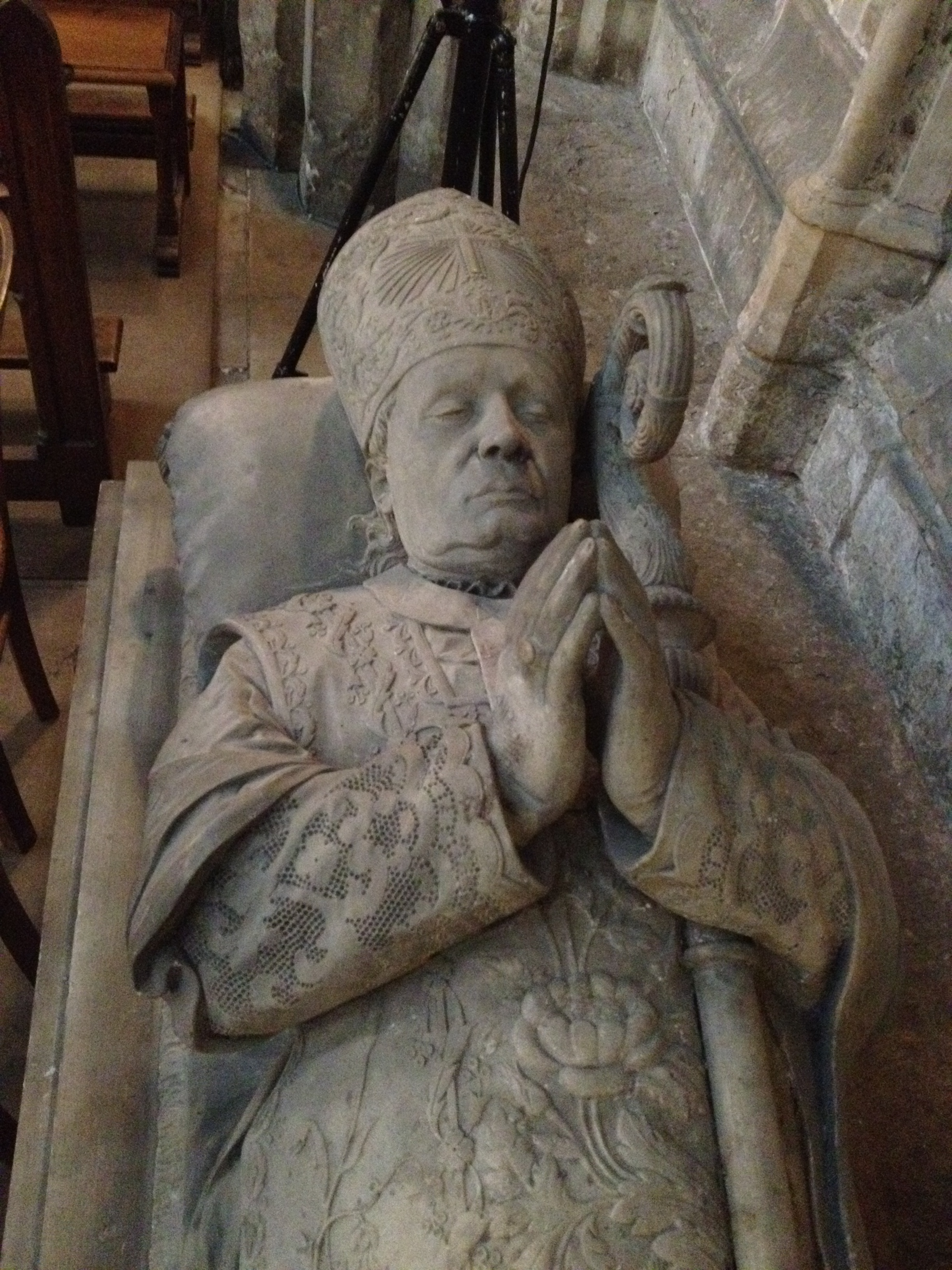
Détail du gisant du cardinal-prince de Croÿ.

Il meurt le 1er janvier 1844 de la goutte à Rouen. Il est enterré dans la chapelle de la Vierge de la cathédrale de Rouen. Il déclare dans son testament ne vouloir aucun monument. Mais son successeur Louis Blanquart de Bailleul ouvre une souscription qui atteint environ 20 000 francs. En 1856, un projet de tombeau avec gisant et baldaquin dans le style du XIVe siècle est présenté par Eugène Barthélémy. Le préfet objecte sur le style tandis que le ministre approuve. Le tombeau néo-gothique est finalement placé sur sa tombe, face au tombeau des cardinaux d'Amboise. En pierre d'Aubigny, elle est l'œuvre de Fulconis (statue) et d'Edmond Bonet (ornement). En 1955, le baldaquin néo-gothique est supprimé ainsi que l'angelot aux pieds du cardinal.
Épitaphe : 
.

## Lignée épiscopale
Gustave Maximilien Juste de Croÿ-Solre fut sacré le 9 janvier 1820 par Jean-Charles de Coucy, archevêque de Reims, assisté d'Anne-Antoine-Jules de Clermont-Tonnerre (archevêque de Toulouse, depuis cardinal) et Jean-Baptiste de Latil (évêque de Chartres, depuis cardinal).
1. Gustave-Maximilien-Juste de Croÿ-Solre (1820) ;
2. l'archevêque Jean-Charles de Coucy (1790) ;
3. Antonio Dugnani (1785) ;
4. Carlo Rezzonico (Jr.) (1773) ;
5. Giovanni Francesco Albani (1760) ;
6. Carlo della Torre di Rezzonico (1743), pape sous le nom de Clément XIII ;
7. Prospero Lorenzo Lambertini (1724), pape sous le nom de Benoît XIV ;
8. Pietro Francesco Orsini de Gravina, en religion Vicenzo Maria Orsini, O.P. (1675), pape sous le nom de Benoît XIII ;
9. Paluzzo Paluzzi Altieri degli Albertoni (1666) ;
10. Ulderico Carpegna (1630) ;
11. Luigi Caetani (1622) ;
12. Ludovico Ludovisi (1621) ;
13. l'archevêque Galeazzo Sanvitale (1604) ;
14. Girolamo Bernerio, O.P. (1586) ;
15. Giulio Antonio Santorio (1566) ;
16. Scipione Rebiba.

Croÿ-Solre fut le principal consécrateur de :
- Denis-Antoine-Luc de Frayssinous, évêque titulaire (« in partibus ») d'évêque d'Hermopolis (de) (1822) ;
- Charles-Auguste-Marie-Joseph de Forbin-Janson, évêque de Nancy (1824) ;

## Récapitulatif

### Titres
- Primicier du chapitre royal de Saint-Denis[6] ;
- Pair de France[7], le 31 octobre 1822, « à titre ecclésiastique » ;

### Décorations
| Chevalier du Saint-Esprit | Grand'croix de Charles III d'Espagne |

- Prélat-commandeur du Saint-Esprit (8e promotion : 1821) ;
- Grand-croix de l'ordre de Charles III d'Espagne[6].

### Armoiries
Écartelé : au I, contre-écartelé, aux 1 et 4 d'argent à trois fasces de gueules (Croÿ) ; aux 2 et 3 de gueules à dix losanges d'argent 3, 3, 3 et 1 (Lalaing) ; au II, contre-écartelé de France et de gueules plain (Albret), sur le tout de Bretagne ; au III, contre-écartelé, aux 1 et 4 losangé d'or et de gueules (de Craon), aux 2 et 3 d'or au lion de sable, lampassé et armé de gueules (Flandre) ; au 4, contre-écartelé Croÿ de Renty. Sur le tout fascé d'argent et de gueules de 8 pièces (Hongrie)